# Tramat (informàtica)

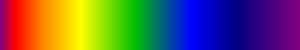
Sense vacil·lacions, de color veritable

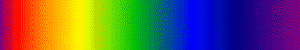
tramat, 32 colors

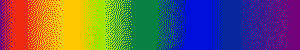
tramat, 8 colors

Sense vacil·lacions, 8 colors

El tramat (en anglès "dithering" que vol dir "fluctuar", "tremolar") és una tècnica emprada en un equipament gràfic en les imatges de baixa resolució per a produir colors amb una il·lusió de profunditat més gran. També es coneix com a difusió de l'error.

## Usos
El  tramat  s'empra per a crear la il·lusió de profunditat de color en imatges amb una paleta de colors limitada (reducció de color). En una imatge tramada, els colors no disponibles a la paleta s'aproximen per una difusió de píxels de color dins de la gamma de colors disponibles. L'ull humà percep la difusió com una barreja dels colors dins d'aquesta (veure percepció del color). El tramat és anàleg a la tècnica anomenada semitons utilitzada en impressió. Les imatges tramades, en particular les que tenen relativament pocs colors, sovint es distingeixen per un grau de granulositat característic o per un aspecte clapejat.
En una interpolació de la imatge, els píxels dels colors que falten es modelen a partir dels píxels dels colors disponibles del voltant evitant així les transicions sobtades entre els colors. L'ull humà percep el "dithering" com una barreja de cada color.
L'ús més comú és la interpolació de colors en la reducció de color. En les imatges a la dreta del text es poden veure exemples amb diferent nombre de colors. L'efecte és molt més perceptible a distància.

## Àudio digital
En un sistema analògic, el senyal és  continu , però en un sistema digital  FCM, l'amplitud del senyal del sistema digital està limitada a una d'un conjunt de valors o nombres fixos. Aquest procés s'anomena  quantització. Cada valor codificat és un pas discret ... si es quantifica un senyal sense fer servir dither, hi haurà distorsió de quantització relacionada amb el senyal d'entrada original ... Per evitar-ho, el senyal es "dither", un procés que matemàticament elimineu completament les distorsions harmòniques o altres distorsions altament indesitjables i això el substitueix per un nivell de soroll fix i constant. 
 La versió final de l'àudio que entra al disc compacte conté només 16 bits per mostra, però durant tot el procés de producció, normalment s'utilitza un nombre més gran de bits per representar la mostra. Al final, les dades digitals s'han de reduir a 16 bits per prémer sobre el 400 i distribuir-les. Hi ha diverses maneres de fer-ho. Es pot, per exemple, descartar l'excés de bits, anomenat "truncament". També es pot "arrodonir" l'excés de bits al valor més proper. Cadascun d'aquests mètodes, però, dona lloc a errors predicibles i determinables en el resultat. L'ús de dither substitueix aquests errors per un nivell de soroll fix i constant.

## Procediment
Per a la interpolació de colors, hi ha un nombre de diferents algoritmes, que de vegades treballen amb la tècnica de difusió d'errors. Ocorren errors d'arrodoniment o desbordament que s'assignen als píxels adjacents per tal d'aconseguir una representació més fina. Alguns exemples són:
- Filtre antiescalonament
- Algorisme de Floyd-Steinberg
- Algorisme de Jarvis
- Operador Sobel
- Operador diferencial
- Stucki

## Exemples

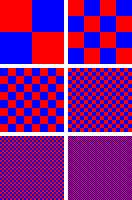
Un exemple de tramat. El vermell i el blau són els únics colors utilitzats, però a mesura que els píxels es fan més petits, el quadrat sembla violeta.

La reducció de la profunditat de color d'una imatge sovint pot tenir importants efectes secundaris visuals. Si la imatge original és una fotografia, és probable que tingui milers o fins i tot milions de colors diferents. El procés de limitar els colors disponibles a una  paleta de colors  específica efectivament treu una certa quantitat d'informació de color.
La qualitat d'una imatge a la qual se li ha reduït el nombre de colors pot veure 's afectada per diversos factors. Potser el més significatiu és la paleta de colors utilitzada en la imatge reduïda. Per exemple, una imatge original (Figura 1) podrà reduir-se als 216 colors de la paleta de "colors segurs per a la web". Si els colors dels píxels originals són simplement  traduïts al color més proper disponible a la gamma de colors, no es produeix tramat (Figura 2). En general, aquest enfocament produeix zones planes (contorns) i una pèrdua de detall, i pot produir taques de color que són significativament diferents de l'original. Les àrees ombrejades o amb gradient de color poden aparèixer com a  bandes de color, el que pot ser una distracció. L'aplicació de tramat pot ajudar a minimitzar aquests artefactes visuals, i en general resulta en una millor representació de l'original (Figura 3). El tramat ajuda a reduir les bandes de colors i la uniformitat (flatness).
Un dels problemes associats amb l'ús d'una paleta de colors fixa és que molts dels colors necessaris poden no estar presents a la paleta de colors, i molts dels colors disponibles poden no ser necessaris. Així, una paleta fixa que conté principalment tons de verd no seria apropiada per a les imatges que no contenen molts tons de verd, per exemple. L'ús d'una paleta de colors optimitzada pot ser beneficiós en aquests casos. Una paleta de colors optimitzada és aquella en la qual els colors disponibles són elegits basant-se en la freqüència amb què s'utilitzen en la imatge original. Si la imatge es redueix usant una paleta optimitzada, el resultat sol ser molt més proper a l'original (Figura 4).
El nombre de colors disponibles a la paleta és també un factor rellevant. Si, per exemple, la paleta es limita a només 16 colors, la imatge resultant podria patir pèrdua de detall, i fins i tot problemes més pronunciats amb la uniformitat i les bandes de color (Figura 5). Una vegada més, el tramat pot ajudar a minimitzar aquests artefactes (Figura 6)
- Figura 1. foto original; cal notar la suavitat en els detalls.
- Figura 2. Imatge original amb la paleta de color compatible amb  la web sense tramat aplicat. Es veuen les grans àrees planes i la pèrdua de detall.

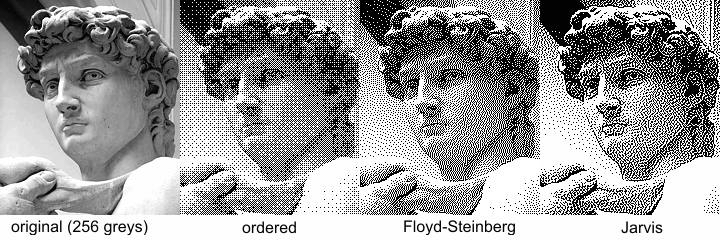
Comparació de diferents algoritmes d'interpolació utilitzant l'exemple de Miquel Àngel de David

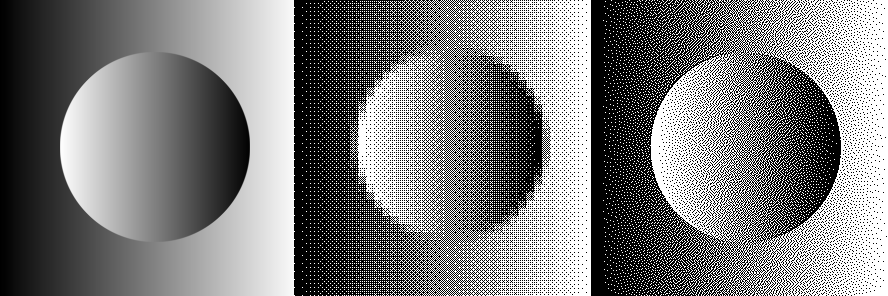
Diversos difuminats: a l'esquerra, la imatge de partida; al mig, una trama rígida de semitons; a la dreta, tramat amb l'algorisme de difusió de l'error.

- Figura 3. Imatge original amb la paleta de color compatible amb la Web aplicant Floyd-Steinberg. Tingueu en compte que tot i que s'utilitza la mateixa paleta, l'aplicació d'interpolació de colors permet una millor representació de l'original.
- Figura 4. Aquí, l'original s'ha reduït a una paleta de 256 colors optimitzats amb Floyd-Steinberg. L'ús d'una paleta optimitzada, en lloc d'una paleta fixa, permet que el resultat representi millor els colors de la imatge original.
- Figura 5. La profunditat es redueix a una paleta de 16 colors en aquesta imatge optimitzada, sense tramat. Els colors apareixen apagats, i les bandes de color pronunciades.
- Figura 6. Aquesta imatge també utilitza la paleta de 16 colors optimitzada, però l'ús de tramat ajuda a reduir la formació de bandes.

Altres exemples de tramat